# Dějiny násilí
Dějiny násilí (v anglickém originále A History of Violence) je německo-kanadsko-americký kriminální thriller z roku 2005, který natočil David Cronenberg na motivy stejnojmenného grafického románu od Johna Wagnera a Vince Lockea. Do amerických kin byl snímek, jehož rozpočet činil 32 milionů dolarů, uveden 23. září 2005, přičemž celosvětově utržil 60,7 milionů dolarů.

## Příběh
Tom Stall je majitelem restaurace v centru městečka Millbrook v Indianě a se svou ženou Edie a dvěma dětmi žije v nedalekém domě. Jednoho večera se Stallův podnik pokusí vykrást dva muži. Když ohrozí servírku, majitel zasáhne, oba lupiče zabije a stane se tak místní celebritou, o kterou se zajímají noviny i televize. Zanedlouho však do Millbrooku dorazí mafiánský gangster Fogarty, který Stalla považuje za jistého Joeyho Cusacka, se kterým měl před lety spory ve Filadelfii.

## Obsazení
- Viggo Mortensen jako Tom Stall / Joey Cusack
- Maria Bello jako Edie Stallová
- William Hurt jako Richie Cusack
- Ashton Holmes jako Jack Stall
- Stephen McHattie jako Leland Jones
- Peter MacNeill jako šerif Sam Carney
- Ed Harris jako Carl Fogarty